# Compacta hirtalis
Compacta hirtalis là một loài bướm đêm trong họ Crambidae.